# Босналијек
Босналијек је највећи индустријски произвођач лијекова у Босни и Херцеговини, основан 1951. године, с богатим производним програмом генеричких лијекова.
Структура производног програма Босналијека фокусирана је на лијекове  који су у складу са савреминим фармакотерапијским смјерницама  у примјени за акутне и хроничне болести, као и у превентиви  од одређених болести и заштити здравља. Широк производни програм обухвата лијекове за пероралну, парентералну и топикалну примјену, с учинком на систем органа за варење и метаболизам, крв и крвотворне органе, кардиоваскуларни систем, кожу, коштано-мишићни, нервни и респираторни систем, те системске хормонске лијекове и антиинфективе за системску примјену. Осим рецептних и безрецептних лијекова, Босналијек производи и додатке прехрани, медицинска средства, козметику с посебном намјеном и дезинфицијенсе.
У свим фазама производње, развоја, контроле и укупног пословања Босналијек стално побољшава систем квалитета, који је саставни дио свакодневног рада компаније, а потврда његове примјене је квалитет производа и растућа продаја.

## Историја
Од оснивања до 1991. године, Босналијек је пословање базирао на лиценцним уговорима с реномираним свјетским фармацеутским компанијама, док је један дио активности био посвећен властитом развоју и производњи фармацеутских производа. Пласман производа био је усмјерен ка бившој СФРЈ и земљама Совјетског Савеза.
Од 1991. године Босналијек предузима стратешки заокрет у пословању и постаје реномирани произвођач генеричких лијекова с богатим асортиманом који пласира на тржишта широм свијета. За остваривање ове стратешке промјене било је неопходно уложити значајна средства у изградњу нових и модернизацију постојећих погона, који задовољавају највише свјетске стандарде у фармацеутској производњи.
Данас је Босналијек лидер на тржишту Босне и Херцеговине, који своје производе пласира на три континента. Тренутно прометује на 21 извозном тржишту, међу којима је најуспјешније тржиште Руске Федерације.
Своје производе пласира и на сљедећа извозна тржишта: Албанију, Арменију, Азербејџан, Бјелорусију, Црну Гору, Грузију, Хрватску, Јемен, Казахстан, Косово, Либију, Македонију, Молдавију, Русију, Словенију, Сомалију, Србију, Турску, Туркменистан, Украјину и Узбекистан.
На иностраним тржиштима у 2017. години Босналијек је остварио 70% свог укупног прихода од продаје.